# Guillaume Gallienne
Guillaume Gallienne es un actor, guionista y director de cine francés. Ha recibido dos premios Molière por su pasantía y ha ganado dos premios Cesar , uno por escritura y otro por su actuación en la película Guillaume y los chicos ¡A la mesa!.

## Biografía
Guillaume nació en París, hijo del empresario francés Jean-Claude Galliene (1928-2009), conocido industrial del sector de transportes urbanos, descendiente de una larga linaje de pastores metodistas de la isla de Jersey (Canal de la Mancha).  Su madre es Mélitta Rotvand (1941) es descendiente de antiguas familias aristócratas rusa-georgiana. Es considerado una persona de gustos extravagantes, es el tercero de cuatro hijos varones. Desde los 10 años, asistió a la escuela de La Salle Passy Buzenval donde fue intimidado por su personalidad afeminada. Su madre lo educó como si se tratara de una niña, lo que le afectó profundamente.  Desde la juventud se ha considerado bisexual. 
Asistió Curso Florent durante tres años antes de estudiar con Daniel Mesguich , Stéphane Braunschweigy Dominique Valadié en la Academia Nacional de Artes Dramáticas de Francia , graduándose en 1998.
Gallienne hizo su debut cinematográfico en 1992 en Roll of Honor y protagonizó la película de 2006 de Sofia Coppola, Marie Antoinette.
Su película de 2013, Guillaume y los chicos ¡A la mesa!, una adaptación de su espectáculo, se proyectó en la sección Quincena de Directores en el Festival de Cine de Cannes de 2013, donde ganó el primer premio (Art Cinema Award) y el Premio SACD. La película fue nominada por diez Premios César, ganando cinco en total. Individualmente, recibió el Premio César al Mejor Actor y el Premio César al Mejor guion.
A los 29 años de edad cambió de religión y se pasó a la religión de su madre, la ortodoxa rusa.  En el año 2001 conoció a Amandine Guisez, una estilista francesa con la que se casaría en el año 2005 y con la que tendrá un hijo, Tado en el año 2007.

## Premios y distinciones
Festival Internacional de Cine de Cannes
| Año  | Categoría         | Película                            | Resultado |
| ---- | ----------------- | ----------------------------------- | --------- |
| 2013 | Premio Art Cinema | Guillaume y los chicos, ¡a la mesa! | Ganador   |
| 2013 | Premio SACD       | Guillaume y los chicos, ¡a la mesa! | Ganador   |

Premios César 
| Año  | Categoría              | Película                           | Resultado |
| ---- | ---------------------- | ---------------------------------- | --------- |
| 2014 | Mejor película         | Les Garçons et Guillaume, à table! | Ganador   |
| 2014 | Mejor dirección        | Les Garçons et Guillaume, à table! | Nominado  |
| 2014 | Mejor actor            | Les Garçons et Guillaume, à table! | Ganador   |
| 2014 | Mejor guion adaptado   | Les Garçons et Guillaume, à table! | Ganador   |
| 2014 | Mejor primera película | Les Garçons et Guillaume, à table! | Ganador   |
| 2015 | Mejor actor secundario | Yves Saint Laurent                 | Nominado  |